# 无窗贝目
无窗贝目是腕足動物門小嘴貝綱的一個已滅絕目，於早志留紀開始出現，並在泥盆紀時達到其多樣性的巔峰，之後族群量逐漸下降，到二疊紀末時幾近滅絕。三疊紀期間本目的數量曾有所恢復，不過之後再度下跌，直到早侏羅紀時完全滅絕。

## 分類
以下為無窗貝目的下屬分類：
- 無窗貝亞目 Athyrididina
  - 無窗貝超科 Athyridoidea
  - 小雙分貝超科 Meristelloidea
- 康尼克貝亞目 Koninckinidina
  - 康尼克貝超科 Koninckinoidea
- 萊采貝亞目 Retziidina
  - 萊采貝超科 Retzioidea
  - 小嘴螺貝超科 Rhynchospirinoidea